# George Bernard O'Neill
George Bernard O'Neill (17 juillet 1828 - 23 septembre 1917), est un peintre de genre irlandais prolifique, membre de la colonie d'artistes Cranbrook à partir de 1859.

## Biographie

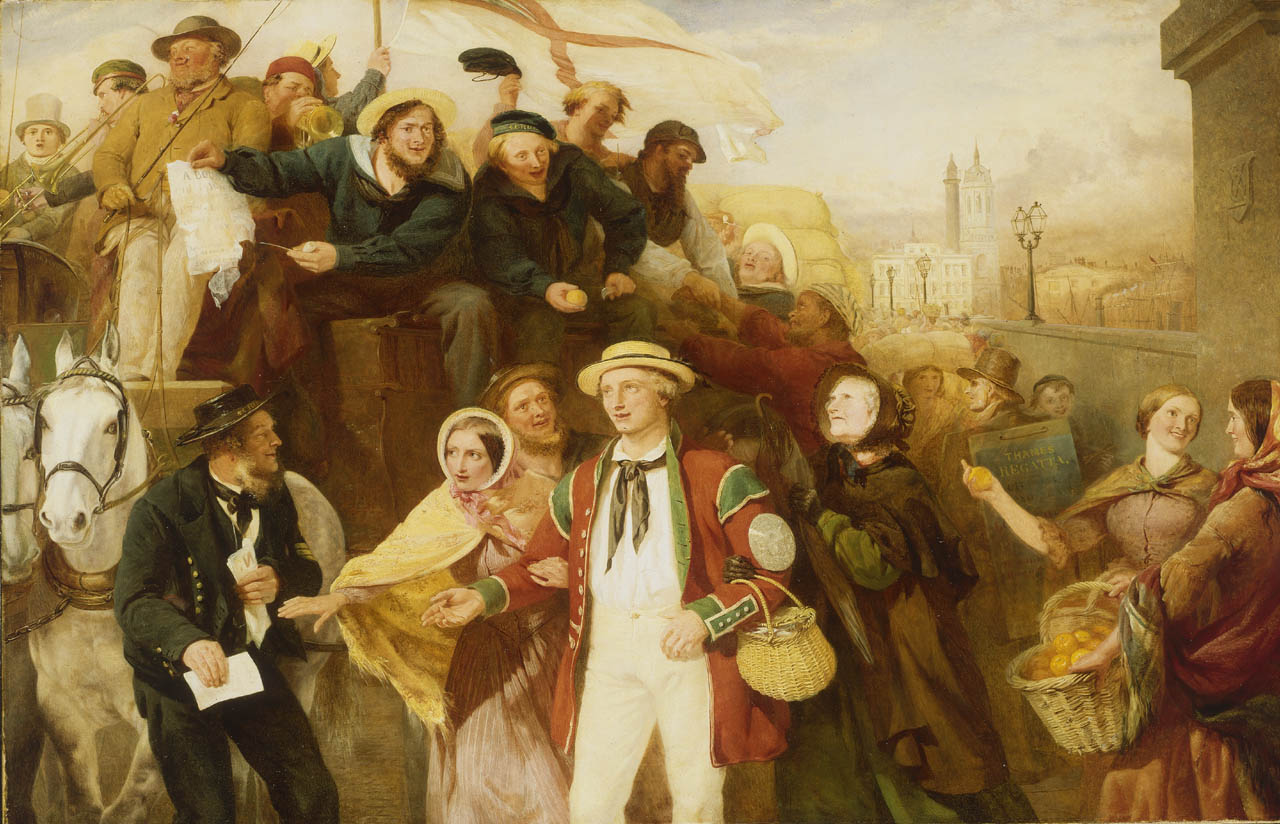
Manning la marine

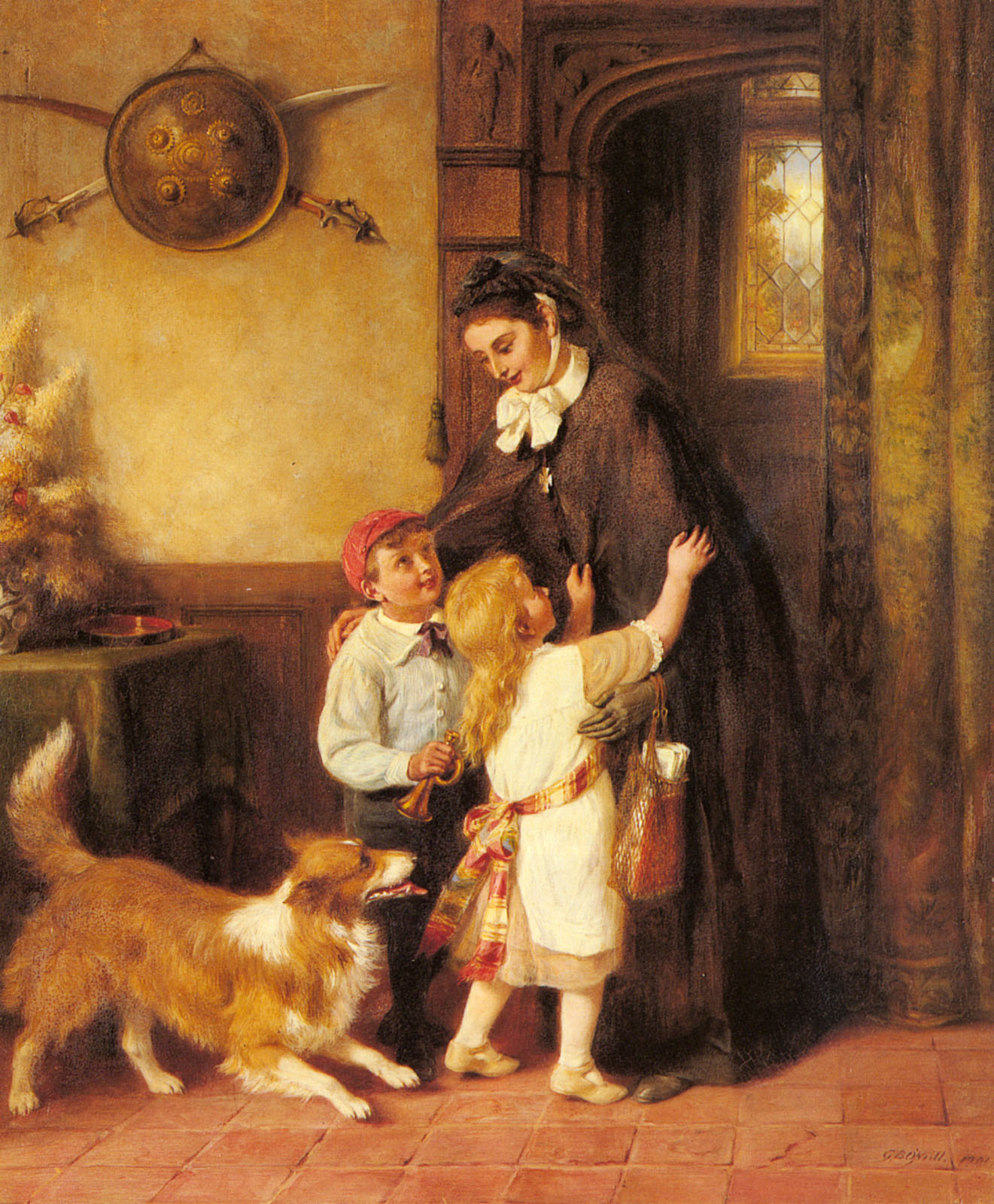
Un accueil joyeux (1901)

O'Neill est né à Dublin en Irlande, le neuvième des quinze enfants d'un employé de Dublin Ordnance. Il arrive en Angleterre en 1837, fréquente l'école de Woolwich et est accepté à l'école de la Royal Academy of Arts en 1845. Il est un élève brillant, expose régulièrement à la Royal Academy à partir de 1847 et acquiert une réputation de peintre de charmantes scènes narratives. « L'Enfant trouvé », exposé en 1852, témoigne de sa sensibilité aux œuvres des maîtres anciens alliée au sujet d'un enfant orphelin.
En 1855, O'Neill épouse Emma Stuart Callcott, une cousine de John Callcott Horsley. Grâce à ce mariage, il entre dans le cercle artistique de Horsley et, en 1859, est introduit dans la colonie de Cranbrook. L'année suivante, George et Emma louent une maison médiévale à pans de bois, "Old Wilsley House", à environ un mile de la ville de Cranbrook et l'entretiennent comme résidence d'été et atelier pendant de nombreuses années. Elle est un décor pour de nombreuses peintures d'O'Neill.
La manière artistique d'O'Neill est similaire à celle de Thomas Webster (peintre) et de Frederick Daniel Hardy. La relation étroite entre O'Neill et Hardy peut être jugée à partir de leur petit tableau 'The Surprise' où Hardy peint l'intérieur et O'Neill - la figure (Wolverhampton Art Gallery).
Les scènes de la vie rurale, peintes à petite échelle domestique, séduisent une clientèle bourgeoise. L'apogée de son succès se situe dans les années 1850-1870, lorsque ses œuvres sont collectionnées avec empressement par les industriels des Midlands et les entrepreneurs d'autres régions industrielles du pays. Ce sentiment de succès public s'exprime dans le tableau d'O'Neill "Public Opinion", qui est exposé à la Royal Academy en 1863 (actuellement à la Leeds City Art Gallery).
O'Neill garde également une maison et un atelier à Londres, où il passe les mois d'hiver à participer à la vie artistique de la capitale. Dans les années 1870, avec George Henry Boughton, il se lie d'amitié avec James McNeill Whistler et lui offre un soutien moral durant les années 1877-1878, lorsque Whistler poursuit le critique John Ruskin pour diffamation. Bien que les vues artistiques d'O'Neill soient à bien des égards contraires à celles de Whistler, ils croient tous deux que le but esthétique de l'artiste donne de la validité à une œuvre d'art.

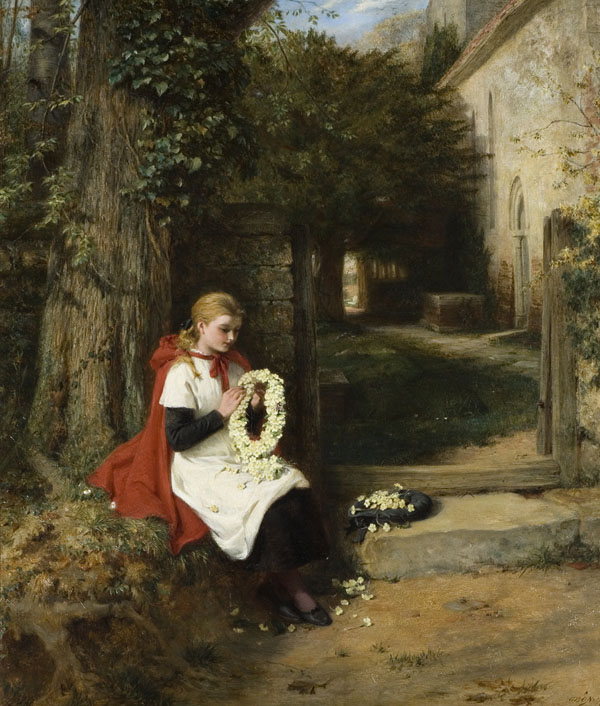
Pas oublié (1882)

Les décennies suivantes voient une baisse significative de la qualité de ses œuvres et de leur popularité. Il meurt à Londres le 23 septembre 1917, à peine deux mois après le début de sa 89e année, n'ayant pas exposé pendant les 24 dernières années de sa vie.